# Bestiar boví

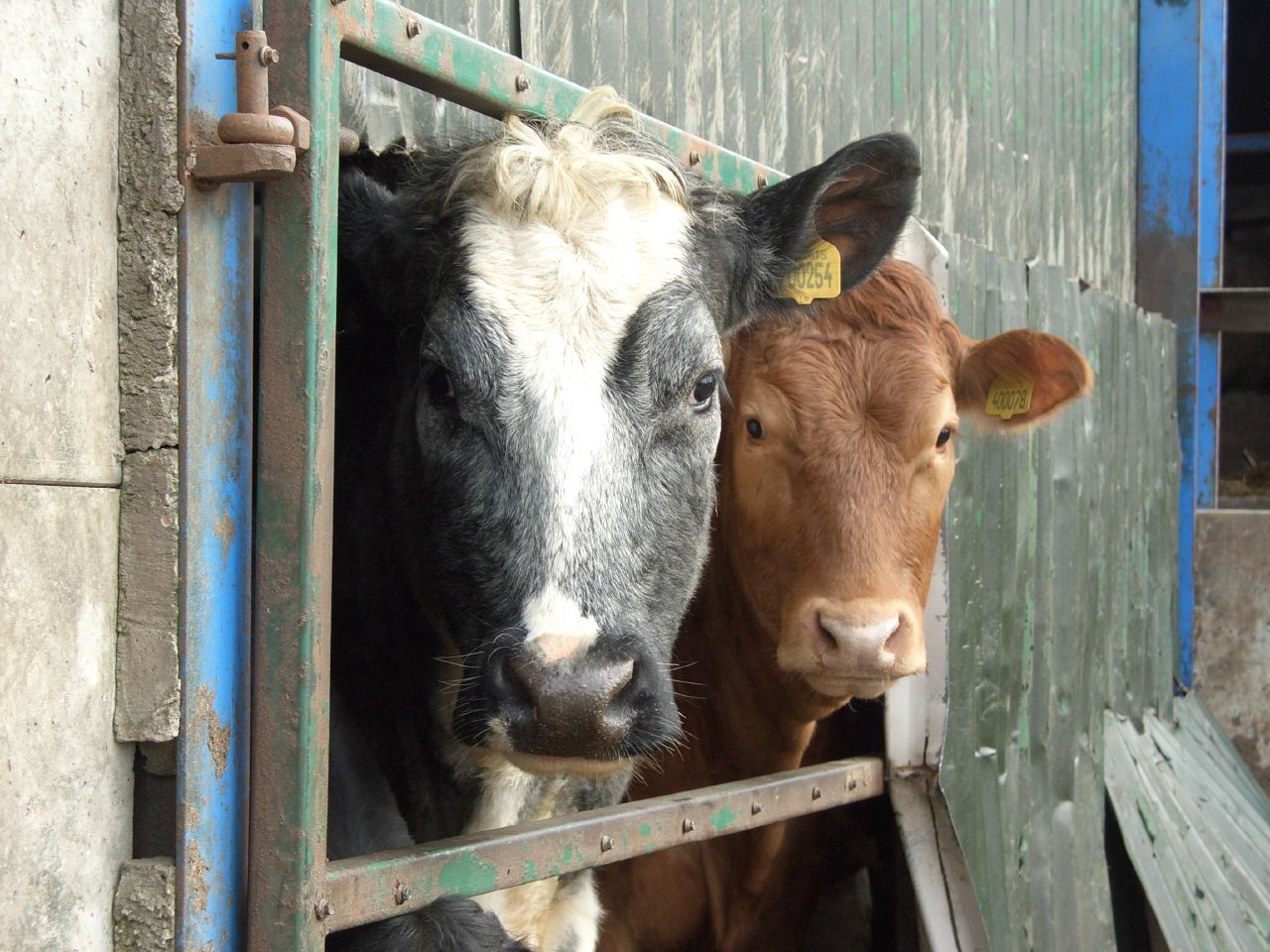
Bestiar boví

En ramaderia, el bestiar boví és el conjunt format pels bous i vaques.
Són animals remugants, o sigui amb l'estómac dividit en quatre parts, i amb banyes llises i buides.
Aquest ramat s'aprofita per a la llet, la carn, el cuir i les curses de braus amb races especialitzades per a cada cas.
Un bou és pròpiament un mascle (toro o brau) castrat i que per això té la carn més tendra i el caràcter més dòcil. Al País Valencià, però, s'anomenen els toros bous.

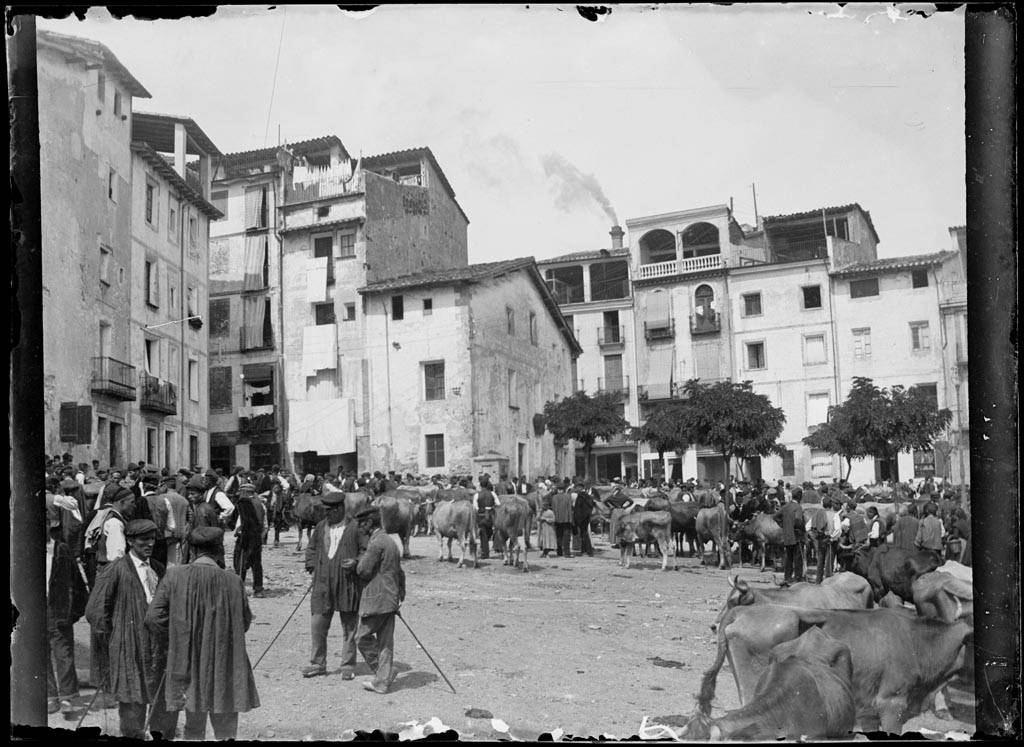
Fira de bestiar en una plaça d'Olot. Màrius Aguirre i Serrat-Calvó (entre 1888 i 1910).

En el comerç s'anomena com a carn de bou tant a la del mascle com a la de la vaca quan tenen més d'un any d'edat.
Vedell o vedella és l'animal mascle o femella menor d'un any i, per tant, de carn tendra. La malaltia espongiforme bovina o mal de les vaques boges no afecta els vedells, ja que només es manifesta en animals majors d'un any.